# Ёсикава, Мотохидэ
Мотохидэ Ёсикава (яп. 吉川元偉) — японский дипломат, бывший Постоянный представитель Японии в ООН с сентября 2013 года по июнь 2016 года. В разные периоды работал дипломатом в Аргентине, Англии, Франции, Таиланде, имеет государственные награды Аргентины, Испании и Марокко.
Родился в 1951 году в Наре, получил образование в Международном христианском университете в Токио, также обучался в США по программе American Field Service Intercultural Programs. 
Дипломатическую карьеру начал в 1974 году. В 1988—1992 годах входил в японскую делегацию ОЭСР, в 1986 стал первым секретарём при посольстве Японии в Великобритании. В 1994—1995 годах преподавал на юридическом факультете Университета Рюкоку. С 1995 по 1997 год являлся дипломатическим представителем Японии в Таиланде. С 1997 по 2002 год работал в постоянном представительстве Японии при Организации Объединённых Наций в Нью-Йорке. В 2006—2009 был Чрезвычайным и полномочным послом Японии в Испании, награждён Орденом Изабеллы Католической. В 2009—2010 годах исполнял обязанности посла Японии в Афганистане и Пакистане. На протяжении двух с половиной лет был вице-председателем МЭА в Париже.
Увлекается дзюдо, имеет чёрный пояс по кодокану. Владеет английским, испанским и французским языками. Женат на Коринн Гру (Corinne Groud), имеет двух сыновей.